# Les Lois de l'attraction (film)
Pour le roman de Bret Easton Ellis, voir Les Lois de l'attraction.
Pour plus de détails, voir Fiche technique et Distribution.
Les Lois de l'attraction (The Rules of Attraction) est un film américano-allemand réalisé par Roger Avary, sorti en 2002. Il est adapté du roman du même nom de Bret Easton Ellis paru en 1987.

## Synopsis

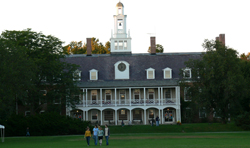
Le Bennington College, la véritable université dont s'inspirait le Camden College.

Au Camden College dans le New Hampshire, les étudiants vivent surtout en dehors de l'établissement. Les fêtes sont nombreuses et la débauche y règne. Sean Bateman a une réputation de tombeur, qui n'est pas usurpée, et est également dealer. De son côté, Paul Denton affiche au grand jour sa bisexualité mais peine à se trouver des partenaires. La sublime Lauren Hynden n'abuse pas encore du pouvoir de sa beauté et préserve sa virginité pour Victor Ward, parti en Europe. Tout se complique quand Sean tombe amoureux de Lauren, alors que Paul (ex de Lauren) ne cesse de le harceler sexuellement. De plus, ils sont tous les trois courtisés par d'autres personnes : Sean reçoit des lettres d'amour anonymes, qu'il suppose être de Lauren, Lauren est courtisée sans le savoir par un jeune homme timide, Paul est rattrapé par d'anciennes relations et de jeunes homosexuels, comme Stuart.

## Fiche technique
Sauf indication contraire, les informations mentionnées dans cette section peuvent être confirmées par la base de données cinématographiques IMDb,  présente dans la section « Liens externes ».
- Titre français : Les Lois de l'attraction
- Titre original : The Rules of Attraction
- Réalisation : Roger Avary
- Scénario : Roger Avary, d'après le roman homonyme de Bret Easton Ellis
- Directeur de la photographie : Robert Brinkmann (de)
- Musique : Tomandandy
- Montage : Sharon Rutter
- Costumes : Louise Frogley
- Décors : Sharon Seymour
- Producteur : Greg Shapiro

Producteurs délégués : Roger Avary, Marc Butan, James Deutch, Samuel Hadida, Marsha Oglesby, Tom Ortenberg , Michael Paseornek et Jeremiah Samuels
- Sociétés de production : Kingsgate Films et Roger Avary Filmproduktion GmbH
- Sociétés de distribution : Lionsgate, Metropolitan Filmexport
- Budget : 4 millions de dollars[1]
- Pays d'origine :  États-Unis,  Allemagne
- Langue originale : anglais
- Format : couleur
- Genre : comédie noire
- Durée : 110 minutes
- Dates de sortie[2] :
  -  États-Unis : 11 octobre 2002
  -  France : 12 mars 2003
  -  Belgique : 30 avril 2003

## Distribution
- James Van Der Beek (VF : Thierry Wermuth) : Sean Bateman
- Shannyn Sossamon (VF : Julie Dumas) : Lauren Hynde
- Jessica Biel (VF : Julie Turin) : Lara Holleran
- Kip Pardue (VF : Emmanuel Curtil) : Victor Ward
- Kate Bosworth (VF : Ilana Castro) : Kelly
- Ian Somerhalder (VF : Alexis Tomassian) : Paul Denton
- Joel Michaely (VF : Maël Davan-Soulas) : Raymond
- Jay Baruchel : Harry
- Thomas Ian Nicholas (VF : Damien Witecka) : Mitchell
- Clifton Collins Jr. (VF : Boris Rehlinger) : Rupert
- Clare Kramer : Candice
- Faye Dunaway : Mme Denton
- Swoosie Kurtz : Mme Jared
- Russell Sams (pl) (VF : Christophe Lemoine) : Richard Jared
- Colin Bain (VF : Vincent de Bouard) : Donald
- Eric Stoltz (VF : Jean-François Vlérick) : M. Lance Lawson
- Fred Savage (VF : Alexandre Gillet) : Marc
- Michael Ralph (en) (VF : Jean-Paul Pitolin) : Bumba Clot
- Theresa Wayman : la jeune fille amoureuse de Sean
- Eric Szmanda : l'étudiant de NYU fan de cinéma
- Ron Jeremy : le pianiste
- Casper Van Dien : Patrick Bateman (coupé au montage)

 Source et légende : version française (VF) sur RS Doublage

## Production

### Genèse et développement
Dès la parution du livre en 1987, Roger Avary, alors étudiant, reconnaît dans le roman sa génération et désire l'adapter en long métrage. D'après lui, l'histoire et les thèmes abordés ont autant d'impact qu'au moment de la parution du roman (la société de l'image, la superficialité des mœurs et le cynisme). Il décide seulement de gommer certains éléments spécifiques aux années 1980, pour rendre son film le plus intemporel possible.
Pour le producteur Greg Shapiro, Les Lois de l'attraction constitue la rencontre de deux univers forts et singuliers. « D'un côté, Bret Easton Ellis, qui sait faire voler en éclats les apparences des milieux aisés. Et Roger Avary, qui filme les endroits que l'on croyait connaître d'une manière tout à fait inattendue. Finalement, vous obtenez une fable acide, drôle et fascinante sur la réalité d'une jeunesse dorée qui n'a que certaines préoccupations en tête ».
Le scénario ne reprend pas la totalité du roman. Il s'arrête ainsi à la première rupture de Sean et Lauren, alors que le roman continue plus loin, les deux protagonistes se remettant ensemble pour une épopée tragique sur les routes des États-Unis.

### Attribution des rôles
Roger Avary a volontairement choisi pour incarner les étudiants désœuvrés du film des acteurs issus des films et séries populaires pour adolescents : James Van Der Beek est l'interprète principal de la série télévisée Dawson, Jessica Biel dans Sept à la maison, Shannyn Sossamon a été révélée dans Chevalier et 40 jours et 40 nuits et Thomas Ian Nicholas dans American Pie. James Franco était le premier choix pour le rôle de Sean, mais Roger Avary trouvait son jeu trop proche du roman original. Christina Ricci a quant à elle refusé le rôle de Lauren Hynde.
Il a été proposé à Christian Bale de reprendre son rôle de Patrick Bateman, qu'il incarne dans American Psycho, autre adaptation d'un roman de Bret Easton Ellis, Patrick étant le frère de Sean. Roger Avary propose alors le rôle à Bret Easton Ellis, qui refuse également. Des scènes sont finalement tournées avec Casper Van Dien, mais sont coupées au montage.

### Tournage
Le tournage a lieu à l'Université de Redlands en Californie. Les scènes du voyage de Victor en Europe sont notamment tournées à Londres, Amsterdam, Paris, Dublin ou encore Venise.

### Montage
Les Lois de l'attraction est le premier film d'un studio à utiliser le logiciel Final Cut Pro pour le montage. Roger Avary a souhaité cela illustrer l'originalité narrative de Bret Easton Ellis. Il utilise aussi des procédés novateurs et des méthodes de narration inhabituelles : montage avec Final Cut Pro, split screen (qui répondent aux multiples narrateurs alternatifs du roman) et une musique elliptique.

## Musique
La bande originale est composée par Andy Milburn et Tom Hadju du groupe Tomandandy, déjà à l'oeuvre sur les deux précédents réalisations de Roger Avary. On retrouve par ailleurs dans le film des chansons de The Cure, Harry Nilsson, Love and Rockets, Blondie, The Go-Go's, Yazoo, Erasure, The Rapture, Milla Jovovich, Der Wolf (en) ou encore Serge Gainsbourg.

## Accueil

### Critique
Le film reçoit des critiques partagées. Sur l'agrégateur américain Rotten Tomatoes, il récolte 43% d'opinions favorables pour 140 critiques et une note moyenne de 5,27⁄10. Sur Metacritic, il obtient une note moyenne de 50⁄100 pour 23 critiques.
En France, le film obtient une note moyenne de 3,5⁄5 sur le site AlloCiné, qui recense 21 titres de presse.
En 2013, Bret Easton Ellis révèle que Les Lois de l'attraction est son film préféré parmi les quatre longs métrages adaptés de ses romans.

### Box-office
| Pays ou région    | Box-office      | Date d'arrêt du box-office | Nombre de semaines |
| ----------------- | --------------- | -------------------------- | ------------------ |
| États-Unis Canada | 6 532 619 $     | 21 novembre 2002           | 6                  |
| France            | 201 351 entrées |                            |                    |
| Total mondial     | 11 819 244 $    | -                          | -                  |

## Commentaire
Sean Bateman est le jeune frère de Patrick Bateman, héros d’American Psycho, qui d'ailleurs apparaît directement dans le roman mais pas le film. Néanmoins, lorsque Paul appelle Sean sur le campus, Sean en décrochant demande : « Qui c'est ? C'est Patrick ? ». Paul, surpris et anxieux dit à Sean : « Mais non, c'est Paul. Qui est Patrick ? » Question à laquelle Sean répondra : « Aucune importance ». Mais ce n'est pas la seule fois où Sean parle de son frère. En effet, vers la fin du film, lorsque Rupert arrive à Camden et tabasse Sean en lui demandant son fric, Sean s'exclame : « J'ai l'argent ! Mon frère l'a viré sur mon compte ! ».

## Postérité
Pour la séquence en accéléré du voyage de Victor en Europe, 70 heures ont été filmées. Roger Avary décide de les utiliser pour le film Glitterati (en). Il voulait faire de ce film un lien entre Les Lois de l'attraction et sa future adaptation d'un autre roman de Bret Easton Ellis, Glamorama. Le film ne sera cependant jamais dévoilé en salles, pour des raisons légales : le film comporte ainsi des ébats sexuels filmés en caméra cachée sans l'accord des partenaires de Kip Pardue (qui incarne Victor). De plus, la production n'a pas eu les autorisations pour utiliser les chansons du film. Bret Easton Ellis, qui a pu voir le film lors d'une projection privée, l'a seulement qualifié de « extrêmement explicite ». Par ailleurs, le projet d'adaptation de Glamorama ne s'est jamais concrétisé. Roger Avary en avait acheté en 2005 les droits. Il aurait achevé le scénario en 2011), mais le projet est finalement abandonné notamment en raison de son emprisonnement pour homicide involontaire en 2008.